# Tadeusz Trojanowski
Tadeusz Hipolit Trojanowski, né le 1er janvier 1933 à Straszów et mort le 10 février 1997 à Varsovie, est un lutteur libre polonais.

## Carrière
Il participe aux Jeux olympiques de 1960 à Rome où il obtient une médaille de bronze en catégorie poids coqs. Il dispute aussi les Championnats du monde de lutte en 1955 et en 1961, terminant respectivement aux sixième et cinquième places.